# Ruairi O'Connor
Ruairi O'Connor (Howth, 9 de julho de 1990) é um ator irlandês de cinema e televisão. Ele é conhecido por seu papel como príncipe Henrique Tudor, o futuro rei Henrique VIII da Inglaterra, na série da Starz, The Spanish Princess. Ele também estrelou em Handsome Devil e The Conjuring: The Devil Made Me Do It.

## Infância e educação
O'Connor cresceu em Howth, Condado de Dublin, Irlanda. Sua família mudou-se para o campo quando ele tinha 14 anos para viver em uma fazenda Ele se formou em atuação na The Lir Academy no Trinity College Dublin em 2015.

## Carreira
O'Connor começou sua carreira quando foi escalado como Niall no filme de Lenny Abrahamson, What Richard Did.
Em 2016, ele teve um papel convidado na série da RTÉ2, Can't Cope, Won't Cope e um papel recorrente na série da BBC Northern Ireland, My Mother and Other Strangers. Ele conseguiu seu primeiro grande papel na televisão como Michael Vincent na série da Sky One, Delicious, de 2016 a 2018. Nesse mesmo ano, ele estrelou como o valentão da escola e principal antagonista Weasel no filme adolescente Handsome Devil.
O'Connor estrelou ao lado de Elle Fanning no filme de 2018 Teen Spirit. Em maio de 2018, foi anunciado que O'Connor interpretaria o príncipe Henrique "Harry" Tudor (mais tarde rei Henrique VIII) na série limitada da Starz de 2019, The Spanish Princess.
O'Connor desempenhou o papel de Arne Cheyenne Johnson no filme de 2021, The Conjuring: The Devil Made Me Do It. O filme retrata o caso real de Johnson; o primeiro réu de assassinato na história legal americana a se declarar inocente por motivo de possessão demoníaca.

## Vida pessoal
O'Connor vive entre Londres e Dublin. Atualmente está em um relacionamento com a atriz britânica Charlotte Hope, com quem contracenou no drama histórico The Spanish Princess.

## Trabalhos

### Cinema
| Ano  | Título                                 | Papel                       | Notas          |
| ---- | -------------------------------------- | --------------------------- | -------------- |
| 2012 | What Richard Did                       | Niall                       |                |
| 2016 | Handsome Devil                         | Weasel                      |                |
| 2017 | Aquilo                                 | Noah                        | Curta-metragem |
| 2018 | Teen Spirit                            | Keyan Spears                |                |
| 2020 | The Postcard Killings                  | Simon Haysmith/Mac Randolph |                |
| 2021 | The Conjuring: The Devil Made Me Do It | Arne Cheyenne Johnson       |                |

### Televisão
| Ano       | Título                        | Papel                              | Notas                           |
| --------- | ----------------------------- | ---------------------------------- | ------------------------------- |
| 2015      | Tinderface                    | Killian                            |                                 |
| 2016      | Can't Cope, Won't Cope        | Simon                              | Episódio: "I Wanna Be Like You" |
| 2016      | My Mother and Other Strangers | Andrew Black                       | 3 episódios                     |
| 2016–2018 | Delicious                     | Michael Vincent                    | 7 episódios                     |
| 2019–2020 | The Spanish Princess          | Henrique VIII/Príncipe Harry Tudor | Minissérie; 16 episódios        |
| 2021      | The Morning Show              | Ty Fitzgerald                      | Papel principal (2ª temporada)  |